# العاشق (فلم 2012)
العاشق هو فيلمٌ سوريٌ أُنتج عام 2012. ألفه وأخرجه عبد اللطيف عبد الحميد.

## قصة الفيلم
يقوم المخرج مراد (عبد المنعم عمايري) بإخراج فيلم بعنوان "العاشق" يروي فيه سيرته الذاتية. ولذلك يسير الفيلم في خطين متوازيين. الخط الأول هو السيرة الذاتية للمخرج أيام شبابه، والخط الثاني هو حياته الحالية كمخرج.
يعيش الشاب مراد مع أبيه أبو نزار (عبد اللطيف عبد الحميد) وأمه وأخته. ويعمل أبوه بكد في زراعة المزرعة، وهو مقتنع بأفكار حزب البعث، ويستضيف أعضاء الحزب في مزرعته، وفي المقابل فإن مراد يدرس في مدرسة مديرها بعثي متطرف (فادي صبيح). يطلب المدير من أبو نزار أن يردد في الوادي شطر شعار حزب البعث "أمةٌ عربيةٌ واحدةٌ"، الساعة الثامنة صباحاً، لكي يرد الطلبة على صداها بالشطر الآخر "ذات رسالةٍ خالدةٍ"!
يذهب الشاب مراد لإكمال دراسته في اللاذقية، مقيماً في غرفة أخيه نزار (أيمن عبد السلام)، وهو شابٌ عابثٌ يضاجع النساء دون علم أهله. ثم تنشأ قصة حب بين مراد، وبين جارته هدى (ماسة زاهر)، لكن والدها القوي يزوجها رغماً عنها لشخص آخر.
تنشأ قصة حب أخرى بين المخرج مراد، وبين جارته ريما (ديمة قندلفت)، والتي تشاهد معه عملية إعداد فيلمه "العاشق"، ويعاني المخرج مراد من مديره القاسي الذي أصبح مسؤولاً كبيراً، والذي استدعاه للتحقيق بعد أن انتقد قسوته في التلفزيون، رغم أنه لم يذكره بالاسم!
يتزوج مراد من ريما، دون موافقة أبيها (أحمد رافع)، ويذهب بها إلى قريته، ويستمر أبو نزار العجوز في ترديد الشطر الذي اعتاد ترديده "أمةٌ عربيةٌ واحدةٌ" فتردد الأصداء الشعار الذي ظهر في بداية الثورة السورية "واحد، واحد، واحد..الشعب السوري واحد".

## أبطال الفيلم
- عبد المنعم عمايري في دور المخرج مراد.
- ديمة قندلفت في دور ريما.
- عبد اللطيف عبد الحميد في دور أبو نزار.
- أيمن عبد السلام في دور نزار، أخو مراد.
- أحمد رافع في دور مروان، والد ريما.
- ماسة زاهر في دور هدى.
- قيس شيخ نجيب في دور عمر زكريا.

## إنتاج الفيلم
كان سيناريو الفيلم جاهزاً عام 2010، لكن الفيلم أُنجز عام 2011، وقام المخرج بتعديل السيناريو ليناسب المستجدات السياسية. وكان من المفترض أن يُعرض في كلّ من مهرجان القاهرة السينمائي الدولي 2011، ومهرجان دبي السينمائي الدولي 2012، لكنه رُفض في كلا المهرجانين، ووصل الأمر إلى هدد محتجون بإحراق دار الأوبرا المصرية إن سُمح بعرض الفيلم، على اعتبار أن المخرج محسوب على النظام.
عُرض الفيلم للجمهور السوري في عرضٍ خاصٍ في يناير 2015.